# Медет кызы, Айпери
Айпери Медет кызы (род. 30 марта 1999, Первомайское, Таласская область) — кыргызская спортсменка (вольная борьба), призёр индивидуального Кубка мира 2020 года, многократный призёр чемпионатов мира и Азии, участница Олимпийских игр 2020 года в Токио, чемпионка 19 Азиатских игр (Ханчжоу, 2022).

## Биография
Айпери Медет кызы родилась 30 марта 1999 года в Бакай-Атинском районе Таласской области. Третья по старшинству в своей семье, у неё есть пять братьев и сестёр.
Вся семья девушки близка к спорту: старший брат занимался кок-бору, а сестра — бегом. Айпери начала заниматься спортом в 14 лет, последовав примеру своего кумира — Айсулуу Тыныбековой. Бороться она начинала вместе с Мээрим Жуманазаровой у одного тренера — Дуйшена Жуманазарова. Айпери с малых лет воспитывали её бабушка и дедушка. Из-за того, что у них были проблемы со здоровьем, девушка ухаживала за ними и даже думала о том, чтобы посвятить свою жизнь медицине, что и стало причиной её ухода из борьбы. Через два года она вернулась к борьбе благодаря поддержке своих родных.
Айпери является единственным борцом в весовой категории до 76 кг в Кыргызстане, поэтому она проводит свои тренировки с тренером Нурбеком Изабековым, а иногда борется и с мужчинами.

## Достижения
В 2014 году в возрасте 15 лет заняла 18-е место среди кадетов по женской борьбе в городе Снине (Словакия).
В 16 лет в городе Клиппане (Швеция) на состязаниях Klippan Lady Open 2015 стала седьмой в весе до 60 кг.
В 2015 году стала лучшей на первенстве Кыргызстана среди кадетов по женской борьбе в весе 65 кг.
В 2015 году на первенстве Азии среди кадетов по греко-римской, вольной и женской борьбе в городе Нью-Дели (Индия) завоевала серебряную награду в весе до 65 кг.
В 2015 году заняла девятое место на первенстве мира среди кадетов по женской борьбе, проходящем в городе Сараево (Босния и Герцеговина) в весовой категории 65 кг.
В 2016 году на международных соревнованиях по женской борьбе в Бишкеке победила в весовой категории 70 кг.
В 2016 году чемпионка Азии среди кадетов по женской борьбе в весовой категории 70 кг на континентальном первенстве в Китайском Тайбее.
В 2016 году завоевала серебряную медаль на чемпионате мира среди кадетов по женской борьбе в весе 70 кг в Тбилиси (Грузия).
В 2016 году заняла пятое место на международном турнире Гран-при по женской борьбе в весовой категории 75 кг, посвящённом памяти Ивана Ярыгина в России.
В 2017 году заняла пятое место в весе 75 кг на международном турнире Poland Open по борьбе в Польше (Варшава).
В 2017 году она выиграла бронзовую медаль в весовой категории до 75 кг на Азиатских играх в закрытых помещениях и по боевым искусствам, прошедших в Ашхабаде, в Туркменистане. На молодёжном чемпионате мира в Финляндии ей покорился высший пьедестал — она первая чемпионка мира от Кыргызстана.
В 2018 году заняла пятое место на чемпионате Азии по женской борьбе в весовой категории 76 кг.
В 2018 году стала чемпионкой Азии по женской борьбе среди юниорок в весе 76 кг.
В 2018 году на Азиатских играх в Джакарте ей также удалось завоевать бронзовую медаль турнира.
На чемпионате мира по борьбе среди молодежи 2019 года, проходившем в Будапеште (Венгрия), она выиграла бронзовую медаль в весовой категории до 76 кг.
В 2019 завоевала золото на открытом Кубке России по женской борьбе в категории до 76 килограммов.
В 2020 году она выиграла серебряную медаль в весовой категории до 76 кг на чемпионате Азии по борьбе в Нью-Дели, Индия.
В 2020 году заняла третье место в весе до 76 килограммов на турнире Yasar Dogu 2020 в Стамбуле (Турция).
В декабре 2020 года, в столице Сербии, на индивидуальном Кубке мира она стала бронзовым призёром в весовой категории до 76 кг.
В феврале 2021 года на международном турнире в Киеве завоевала серебро.
В 2021 году завоевала серебряную медаль на Чемпионате Азии по борьбе в Алматы.
В 2021 году выиграла в весовой категории до 76 кг чемпионат мира по борьбе среди спортсменов до 23 лет в Белграде (Сербия).
В марте 2021 года в Алма-Ате на азиатском квалификационном турнире к Олимпийским играм 2020 года в Токио завоевала лицензию. В августе 2021 года на Олимпийских играх в схватке за бронзу уступила турчанке Ясемин Адар и заняла итоговое 5 место.
На чемпионате мира 2021 года, который состоялся в норвежской столице в городе Осло, киргизская спортсменка завоевала бронзовую медаль. В полуфинале она уступила спортсменке из Эстонии Эпп Мяэ.
На Чемпионате Азии по борьбе 2022 в Улан-Баторе завоевала золотую медаль.